# Zuboboljno drvo
Zuboboljno drvo (lat. Zanthoxylum americanum; sin. Zanthoxylum fraxineum), aromatični grm ili manje drvo iz porodice rutovki. Rasprostranjeno je na području Sjeverne Amerike u Kanadi i SAD–u gdje je poznato pod imenom toothache tree ili zuboboljno drvo i u Meksiku (Nuevo Leon) .